# Dipurena bicircella
Dipurena bicircella är en nässeldjursart som beskrevs av Rees 1977. Dipurena bicircella ingår i släktet Dipurena och familjen Corynidae. Inga underarter finns listade i Catalogue of Life.